# Pozemní hokej na Letních olympijských hrách 2000
Pozemní hokej na LOH 2000 v Sydney zahrnoval turnaj mužů i turnaj žen. Všechny zápasy se odehrály ve dnech 16. - 30. září 2000 na stadionu Sydney Olympic Park Hockey Centre.

## Program soutěží
Turnaje mužů se zúčastnilo 12 mužstev, která byla rozdělena do 2 šestičlenných skupin, ve kterých se hrálo způsobem jeden zápas každý s každým a poté 2 nejlepší týmy z každé skupiny postoupily do semifinále, týmy na 3. a 4. místě hrály o 5. až 8. místo a týmy na 5. a 6. místě hrály o 9. až 12. místo. Turnaje žen se zúčastnilo 10 týmů, které byly rozděleny do 2 pětičlenných skupin, ve kterých se hrálo způsobem jeden zápas každý s každým a poté nejlepší 3 týmy z každé skupiny postoupily do šestičlenné finálové skupiny a týmy na 4. a 5. místě hrály o 7. až 10. místo. V šestičlenné finálové skupině se opět hrálo stylem jeden zápas každý s každým, přičemž vzájemné zápasy ze základní skupiny se započítávaly i do finálové skupiny. Poté týmy, které skončily ve finálové skupině na 1. a 2. místě, hrály proti sobě finále a týmy, které ve finálové skupině skončily na 3. a 4. místě hrály proti sobě zápas o 3. místo.

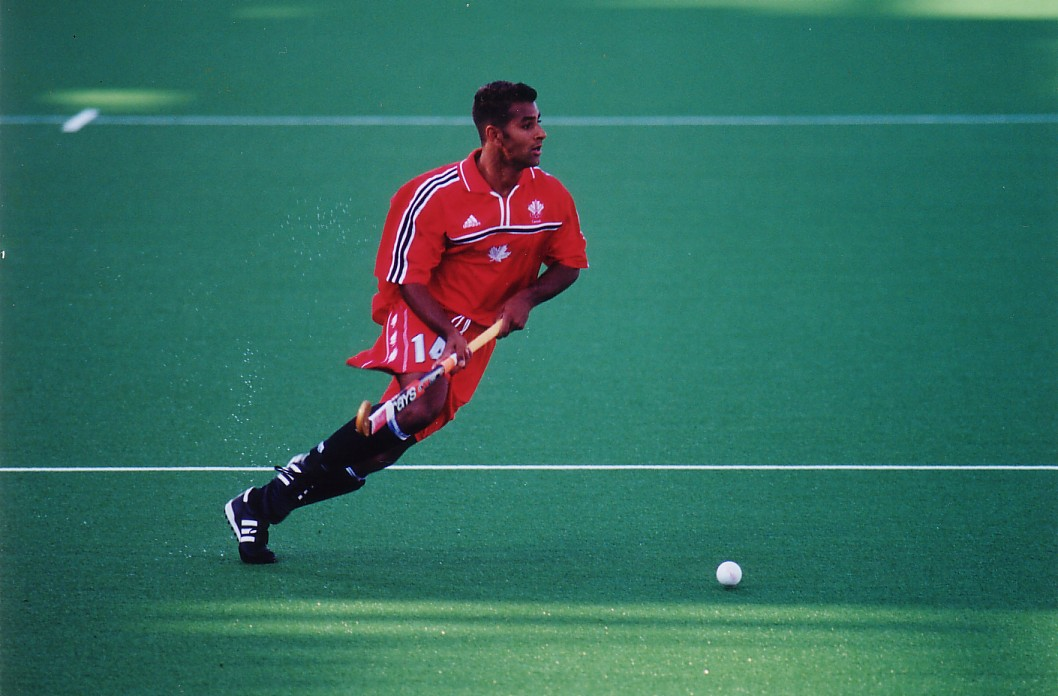
Kanadský hráč Ronnie Jagday během olympijského turnaje

## Turnaj mužů
| Zlato   | Nizozemsko (NED)  |
| Stříbro | Jižní Korea (KOR) |
| Bronz   | Austrálie (AUS)   |

### Skupina A
- 16. září
- Nizozemsko - Velká Británie 4:2
- Kanada - Pákistán 2:2
- Malajsie - Německo 0:1
- 18. září
- Nizozemsko - Malajsie 0:0
- Velká Británie - Pákistán 1:8
- Německo - Kanada 2:1
- 20. září
- Nizozemsko - Kanada 5:2
- Malajsie - Velká Británie 2:2
- 21. září
- Německo - Pákistán 1:1
- 23. září
- Malajsie - Pákistán 2:2
- Nizozemsko - Německo 2:2
- 24. září
- Velká Británie - Kanada 1:1
- 26. září
- Malajsie - Kanada 1:1
- Nizozemsko - Pákistán 0:2
- Německo - Velká Británie 1:2

| Poř. | Tým            | Z | V | R | P | VG | OG | B |
| ---- | -------------- | - | - | - | - | -- | -- | - |
| 1.   | Pákistán       | 5 | 2 | 3 | 0 | 15 | 6  | 9 |
| 2.   | Nizozemsko     | 5 | 2 | 2 | 1 | 11 | 8  | 8 |
| 3.   | Německo        | 5 | 2 | 2 | 1 | 7  | 6  | 8 |
| 4.   | Velká Británie | 5 | 1 | 2 | 2 | 8  | 16 | 5 |
| 5.   | Malajsie       | 5 | 0 | 4 | 1 | 5  | 6  | 4 |
| 6.   | Kanada         | 5 | 0 | 3 | 2 | 7  | 11 | 3 |

### Skupina B
- 16. září
- Španělsko - Jižní Korea 1:1
- 17. září
- Austrálie - Polsko 4:0
- Argentina - Indie 0:3
- 19. září
- Španělsko - Polsko 1:4
- Argentina - Jižní Korea 2:2
- Austrálie - Indie 2:2
- 21. září
- Jižní Korea - Indie 2:0
- Argentina - Polsko 5:5
- Španělsko - Austrálie 2:2
- 23. září
- Španělsko - Indie 2:3
- Austrálie - Argentina 2:1
- 24. září
- Polsko - Jižní Korea 2:3
- 25. září
- Španělsko - Argentina 1:5
- 26. září
- Austrálie - Jižní Korea 2:1
- Polsko - Indie 1:1

| Poř. | Tým         | Z | V | R | P | VG | OG | B  |
| ---- | ----------- | - | - | - | - | -- | -- | -- |
| 1.   | Austrálie   | 5 | 3 | 2 | 0 | 12 | 6  | 11 |
| 2.   | Jižní Korea | 5 | 2 | 2 | 1 | 9  | 7  | 8  |
| 3.   | Indie       | 5 | 2 | 2 | 1 | 9  | 7  | 8  |
| 4.   | Argentina   | 5 | 1 | 2 | 2 | 13 | 13 | 5  |
| 5.   | Polsko      | 5 | 1 | 2 | 2 | 12 | 14 | 5  |
| 6.   | Španělsko   | 5 | 0 | 2 | 3 | 7  | 15 | 2  |

### O 9. až 12. místo
- 27. září
- Malajsie - Španělsko 0:1
- 28. září
- Kanada - Polsko 3:2

### Zápas o 11. místo
- 30. září
- Malajsie - Polsko 3:2

### Zápas o 9. místo
- Španělsko - Kanada 3:0

### O 5. až 8. místo
- 28. září
- Velká Británie - Indie 2:1
- Německo - Argentina 6:2

### Zápas o 7. místo
- 29. září
- Indie - Argentina 3:1

### Zápas o 5. místo
- 29. září
- Velká Británie - Německo 0:4

### Semifinále
- 28. září
- Pákistán - Jižní Korea 0:1
- Nizozemsko - Austrálie 0:0 po prodloužení, 5:4 na penalty

### Zápas o 3. místo
- 30. září
- Pákistán - Austrálie 3:6

### Finále
- 30. září
- Jižní Korea - Nizozemsko 3:3 po prodloužení, 4:5 na penalty

### Medailisté
| Zlato | Stříbro | Bronz |
| --- | --- | --- |
| Nizozemsko | Jižní Korea | Austrálie |
| Ronald Jansen Bram Lomans Diederik van Weel Erik Jazet Peter Windt Wouter van Pelt Sander van der Weide Jacques Brinkman Piet-Hein Geeris Stephan Veen Marten Eikelboom Jeroen Delmee Guus Vogels Teun de Nooijer Remco van Wijk Jaap-Derk Buma | Kim Yoon Ji Seong-hwan Seo Jong-ho Kim Chel-hwan Kim Yong-bae Han Hyung-bae Kim Kyung-seok Kim Jung-chul Song Seung-tae Kang Keon-wook Hwang Jong-hyun Lim Jung-woo Jeon Jong-ha Jeon Hong-kwon Yeo Woon-kon Lim Jong-chun | Michael Brennan Adam Commens Jason Duff Troy Elder James Elmer Damon Diletti Lachlan Dreher Paul Gaudoin Jay Stacy Daniel Sproule Stephen Davies Michael York Craig Victory Stephen Holt Matthew Wells Brent Livermore |

## Turnaj žen
| Zlato   | Austrálie (AUS)  |
| Stříbro | Argentina (ARG)  |
| Bronz   | Nizozemsko (NED) |

### Skupina A
- 16. září
- Jižní Korea - Argentina 2:3
- 17. září
- Austrálie - Velká Británie 2:1
- Jižní Korea - Španělsko 0:0
- 18. září
- Velká Británie - Argentina 0:1
- 19. září
- Austrálie - Španělsko 1:1
- 20. září
- Jižní Korea - Velká Británie 2:2
- Austrálie - Argentina 3:1
- 21. září
- Argentina - Španělsko 0:1
- 22. září
- Austrálie - Jižní Korea 3:0
- Velká Británie - Španělsko 2:0

| Poř. | Tým            | Z | V | R | P | VG | OG | B  |
| ---- | -------------- | - | - | - | - | -- | -- | -- |
| 1.   | Austrálie      | 4 | 3 | 1 | 0 | 9  | 3  | 10 |
| 2.   | Argentina      | 4 | 2 | 0 | 2 | 5  | 6  | 6  |
| 3.   | Španělsko      | 4 | 1 | 2 | 1 | 2  | 3  | 5  |
| 4.   | Velká Británie | 4 | 1 | 1 | 2 | 5  | 5  | 4  |
| 5.   | Jižní Korea    | 4 | 0 | 2 | 2 | 4  | 8  | 2  |

### Skupina B
- 16. září
- Německo - Nový Zéland 1:1
- 17. září
- Nizozemsko - Čína 1:2
- Německo - Jihoafrická republika 2:1
- 18. září
- Čína - Nový Zéland 0:2
- 19. září
- Nizozemsko - Jihoafrická republika 2:2
- 20. září
- Německo - Čína 1:2
- Nizozemsko - Nový Zéland 4:3
- 21. září
- Nový Zéland - Jihoafrická republika 1:0
- 22. září
- Nizozemsko - Německo 2:2
- Čína - Jihoafrická republika 0:1

| Poř. | Tým                   | Z | V | R | P | VG | OG | B |
| ---- | --------------------- | - | - | - | - | -- | -- | - |
| 1.   | Nový Zéland           | 4 | 2 | 1 | 1 | 7  | 5  | 7 |
| 2.   | Čína                  | 4 | 2 | 0 | 2 | 4  | 5  | 6 |
| 3.   | Nizozemsko            | 4 | 1 | 2 | 1 | 9  | 9  | 5 |
| 4.   | Německo               | 4 | 1 | 2 | 1 | 6  | 6  | 5 |
| 5.   | Jihoafrická republika | 4 | 1 | 1 | 2 | 4  | 5  | 4 |

### O 7. až 10. místo
- 25. září
- Velká Británie - Jihoafrická republika 3:2
- Jižní Korea - Německo 2:3

### Zápas o 9. místo
- 27. září
- Jihoafrická republika - Jižní Korea 0:3

### Zápas o 7. místo
- Velká Británie - Německo 0:2

### Finálová skupina
- 24. září
- Španělsko - Čína 0:0
- Argentina - Nizozemsko 3:1
- Austrálie - Nový Zéland 3:0
- 25. září
- Argentina - Čína 2:1
- Austrálie - Nizozemsko 5:0
- Španělsko - Nový Zéland 2:2
- 27. září
- Španělsko - Nizozemsko 1:2
- Argentina - Nový Zéland 7:1
- Austrálie - Čína 5:1

| Poř. | Tým         | Z | V | R | P | VG | OG | B  |
| ---- | ----------- | - | - | - | - | -- | -- | -- |
| 1.   | Austrálie   | 5 | 4 | 1 | 0 | 17 | 3  | 13 |
| 2.   | Argentina   | 5 | 3 | 0 | 2 | 13 | 7  | 9  |
| 3.   | Španělsko   | 5 | 1 | 3 | 1 | 5  | 5  | 6  |
| 4.   | Nizozemsko  | 5 | 2 | 0 | 3 | 8  | 14 | 6  |
| 5.   | Čína        | 5 | 1 | 1 | 3 | 4  | 10 | 4  |
| 6.   | Nový Zéland | 5 | 1 | 1 | 3 | 8  | 16 | 4  |

### Zápas o 3. místo
- 29. září
- Španělsko - Nizozemsko 0:2

### Finále
- 29. září
- Austrálie - Argentina 3:1

### Medailistky
| Zlato | Stříbro | Bronz |
| --- | --- | --- |
| Austrálie | Argentina | Nizozemsko |
| Alyson Annan Juliet Haslam Alison Peek Claire Mitchell-Taverner Kate Starre Kate Allen Lisa Carruthers Rechelle Hawkesová Clover Maitland Rachel Imison Angie Skirving Julie Towers Renita Farrell Jenny Morris Katrina Powell Nikki Hudson | Mariela Antoniska Agustina Garcia Magdalena Aicega Maria Paz Ferrari Anabel Gambero Ayelén Stepnik Ines Arrondo Luciana Aymarová Vanina Oneto Jorgelina Rimoldi Karina Masotta Paola Vukojicic Laura Maiztegui Mercedes Margalot Maria de la Paz Hernandez Cecilia Rognoni | Clarinda Sinnige Macha van der Vaart Julie Deiters Fatima Moreira de Melo Hanneke Smabers Dillianne van den Boogaard Margje Teeuwen Mijntje Donners Ageeth Boomgaardt Myrna Veenstra Minke Smabers Carole Thate Fleur van de Kieft suzan van der Wielen Minke Booij Daphne Touw |